# 庞马
庞马（Equus giganteus），学名意为“庞大的马”，是一种已经灭绝的巨型马属物种，生活在距今12000年前更新世时期的北美洲。 其体型很可能比今天已知最大的夏尔马更大。

## 描述
庞马可能是目前已知史上最巨型的马科动物，大约能长到800公斤，头高约2米。